# Clara-Zetkin-Heim

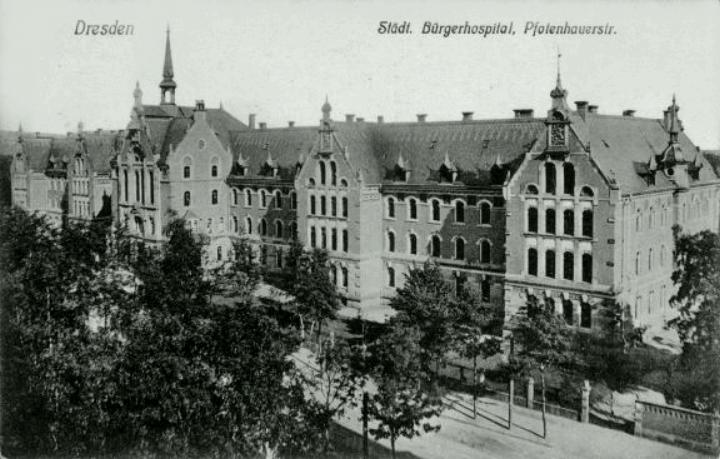
Städtisches Bürgerhospital

Das Pflege- und Seniorenheim „Clara Zetkin“ befindet sich im Dresdner Stadtteil Johannstadt, zwischen Neubertstraße, Pfotenhauerstraße und der Fetscherstraße direkt westlich des Universitätsklinikums Carl Gustav Carus. Das seit 1950 nach der sozialistischen Friedensaktivistin und Frauenrechtlerin Clara Zetkin benannte Pflegeheim hieß bis 1945 Städtisches Bürgerheim.

## Bürgerheim
Am 1. Oktober 1856 beschloss der Dresdner Rat, die Erträge der Güntz’schen Stiftung laut Fundationsurkunde zur Errichtung eines Bürgerhospitals zu nutzen. Um 1864 wurde in Dresden-Friedrichstadt ein städtisches Bürgerhospital gegründet. Vornehmlich zur medizinischen Altenpflege gedacht, wurde die Einrichtung um 1890 in die Pfotenhauerstraße 86 bis 88 nach Johannstadt verlegt. Dieses gemeinnützige Alters- und Pflegeheim stand „armen altersschwachen Bürgern von mindestens fünfzig Jahren und unbescholtenem Ruf“ offen. Für einen bestimmten Geldbetrag konnten sich bedürftige Bürger in das Unternehmen intabulieren. Dafür erhielten die Betroffenen lebenslange Pflege, freies Wohnen und ärztliche Betreuung. Um 1890 wurde mit dem Neubau begonnen und bereits im Jahr 1894 fand die feierliche Einweihung statt. Am 15. Juni bezogen die ersten 200 Bewohner die neue Einrichtung, von den Dresdnern wurden sie liebevoll Pfründner genannt. Im Jahr 1894 entstand eine Kapelle im Park des Bürgerheimes.

## Erweiterung des Bürgerheimes

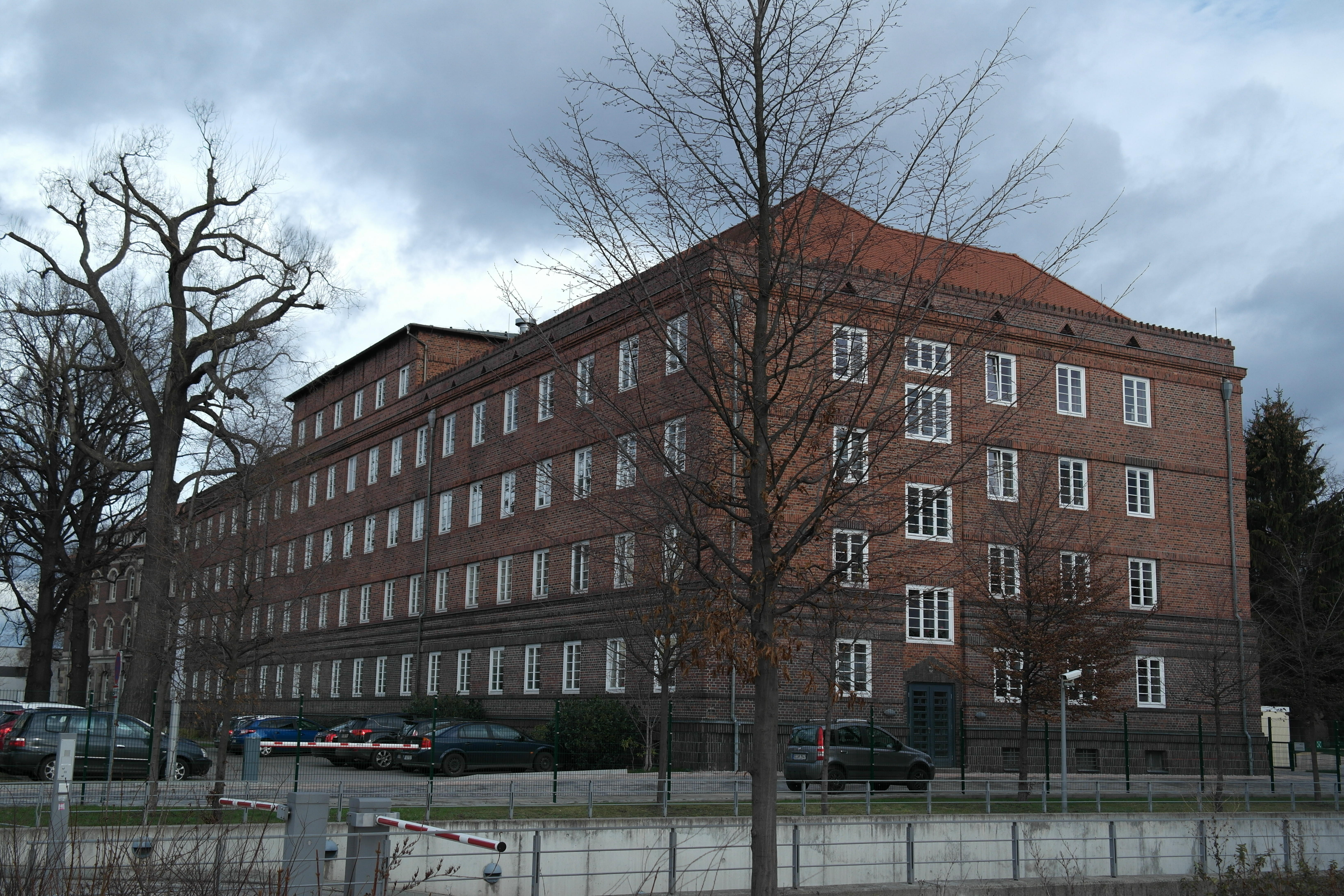
Pflege- und Seniorenheim Clara Zetkin, Westflügel

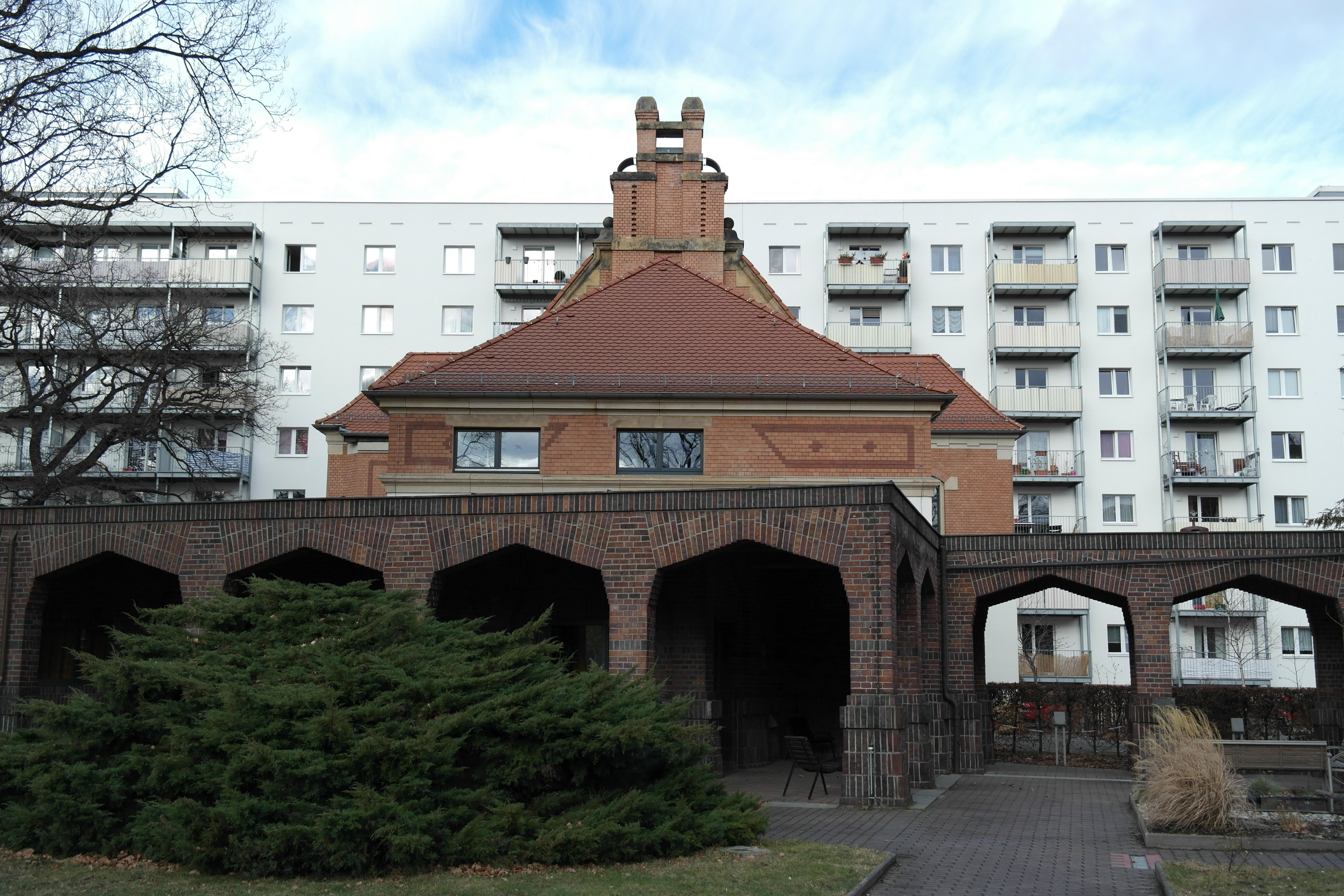
Pflege- und Seniorenheim Clara Zetkin, Park mit ehemaliger Kapelle,
heute geronto-psychiatrische Tagesbetreuung

Nach dem Ersten Weltkrieg erfolgten notwendige Erweiterungsbauten. Auf den vom Oberbürgermeister Bernhard Blüher erworbenen Grundstücken an der Neubertstraße und der damaligen Fürstenstraße (heute Fetscherstraße) entstanden von 1925 bis 1926 die erforderlichen Neubauten. Durch sehr großzügige zinslose Baudarlehen und Spenden aus Überschüssen der Güntzstiftung im Jahr 1923 konnten die Baumaßnahmen finanziert und umgesetzt werden. Nach Plänen des Dresdner Stadtarchitekten Paul Wolf entstand ein in Klinkersteinen zweiflügliger Bau mit einer repräsentativen Ansicht an der Fürstenstraße. Ein ebenfalls in Klinker errichteter Wandelgang verbindet den Ostflügel und den Westflügel, zusammen mit der Kapelle in der Mitte des Parks.

## Pflege- und Seniorenheim Clara Zetkin
Durch die verheerenden Luftangriffe auf Dresden von Februar bis April 1945 wurden erhebliche Teile des Bürgerheimes total zerstört (Nordflügel) bzw. schwer beschädigt. Nach erfolgter Trümmerräumung und der ersten notdürftigen Instandsetzung der nutzbaren Gebäudetrakte fand keine Seniorenpflege statt. Bedingt durch die große Wohnungsnot, wurden zunächst Ausgebombte und Heimatvertriebene untergebracht. Später fanden städtische Institutionen in dem Gebäudekomplex ein Unterkommen. Unter sehr schweren Bedingungen erfolgte ein Wiederaufbau der teilzerstörten Gebäude. Am 7. Oktober 1950 wurde das Pflege- und Seniorenheim mit neuen Namen als Clara-Zetkin-Heim wieder in Betrieb genommen. Der totalzerstörte Nordflügel wurde nur enttrümmert. In den Jahren 1971 bis 1974 wurden nach langer Planungszeit der Nordflügel und ein Wirtschaftsgebäude in Plattenbauweise errichtet. Von 2009 bis 2010 wurde der Nordflügel zu einem Mehrgenerationenhaus mit etwa 150 Wohnungen umgebaut.

## Heute
Die Gesamtanlage des Clara-Zetkin-Heims setzt sich aus dem inzwischen denkmalgeschützten Seitenflügel aus der Zeit um 1926 mit den ergänzenden Anbauten von 1894 an der Fetscherstraße und dem Nordflügel an der Pfotenhauerstraße 86 bis 88 sowie dem Wirtschaftsgebäude aus den Jahren 1974 zusammen.
Betreiber des Pflege- und Seniorenheim Clara Zetkin ist der Verein Deutsches Rotes Kreuz Kreisverband Dresden e. V.
Im Inneren des Gebäudekomplexes befindet sich ein schön gestalteter Park mit einem über 100-jährigen Baumbestand und der ehemaligen Kapelle, heute genutzt für geronto-psychiatrische Tagesbetreuung. Im Park steht seit dem Jahr 1941 der Knabenbrunnen, angefertigt zur Reichsgartenschau 1936 vom Dresdner Bildhauer Gustav Reißmann, und eine lebensgroße Bronzefigur.
Im August 2010 wurde eine Gedenktafel an der Fetscherstraße zur Erinnerung und Gedenken an den Stifter Justus Friedrich Güntz angebracht.
Das modernisierte Pflege- und Seniorenheim Clara Zetkin bietet 170 Einzel- und 38 Doppelzimmer, es können bis zu 250 Pflegebedürftige betreut und versorgt werden.

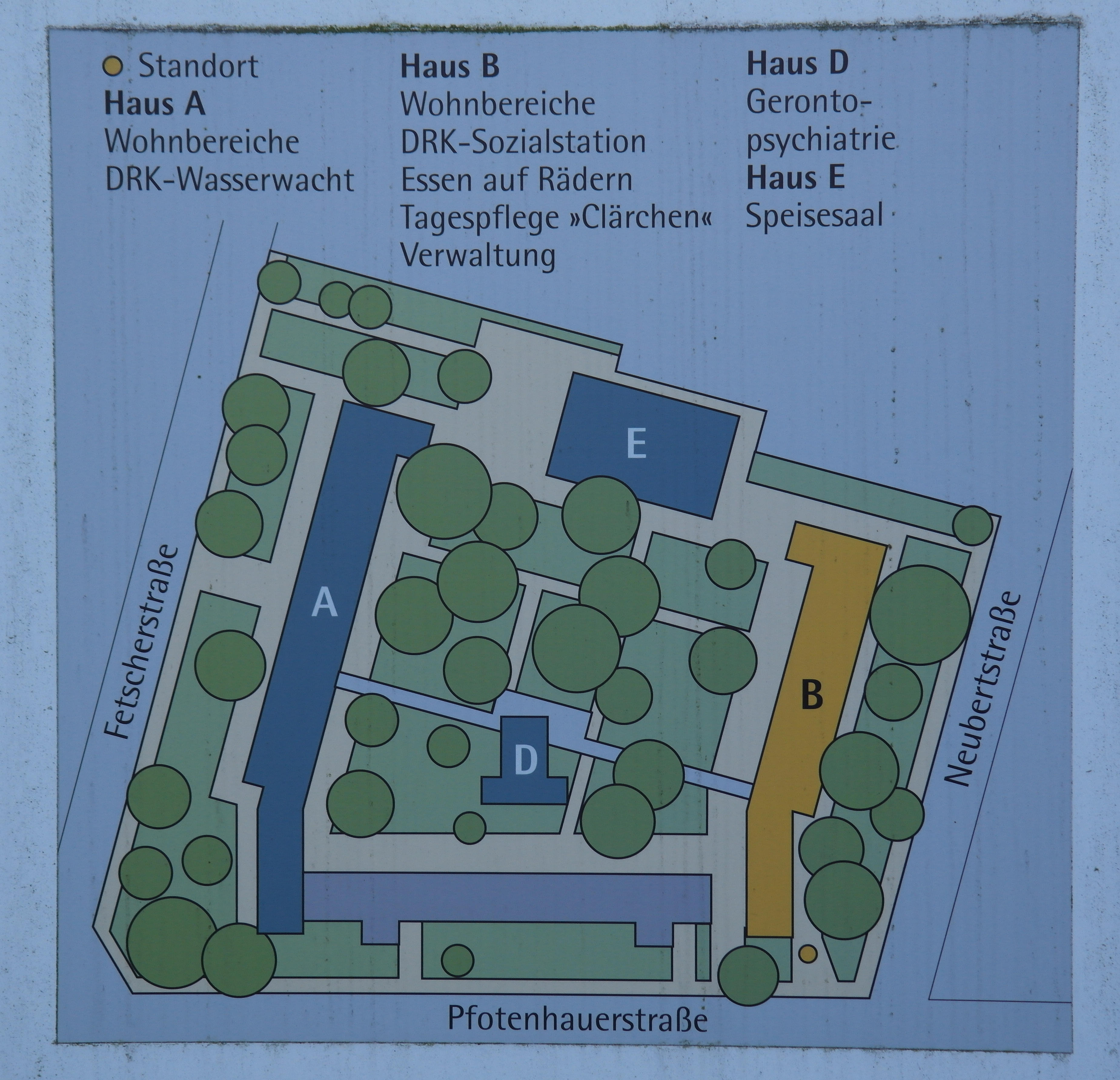
Pflege- und Seniorenheim Clara Zetkin, Übersichtsplan
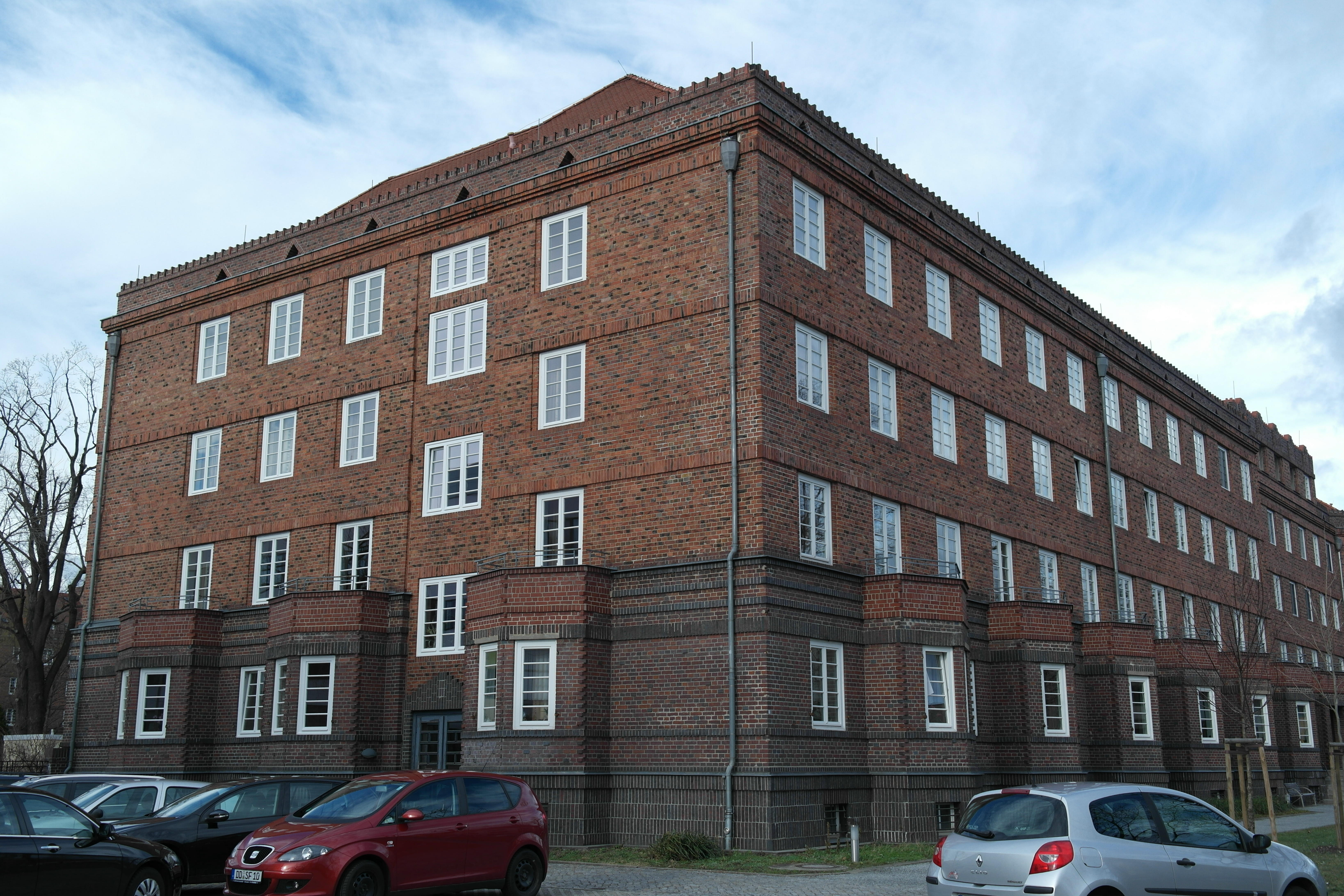
Pflege- und Seniorenheim Clara Zetkin, Fetscherstraße 111
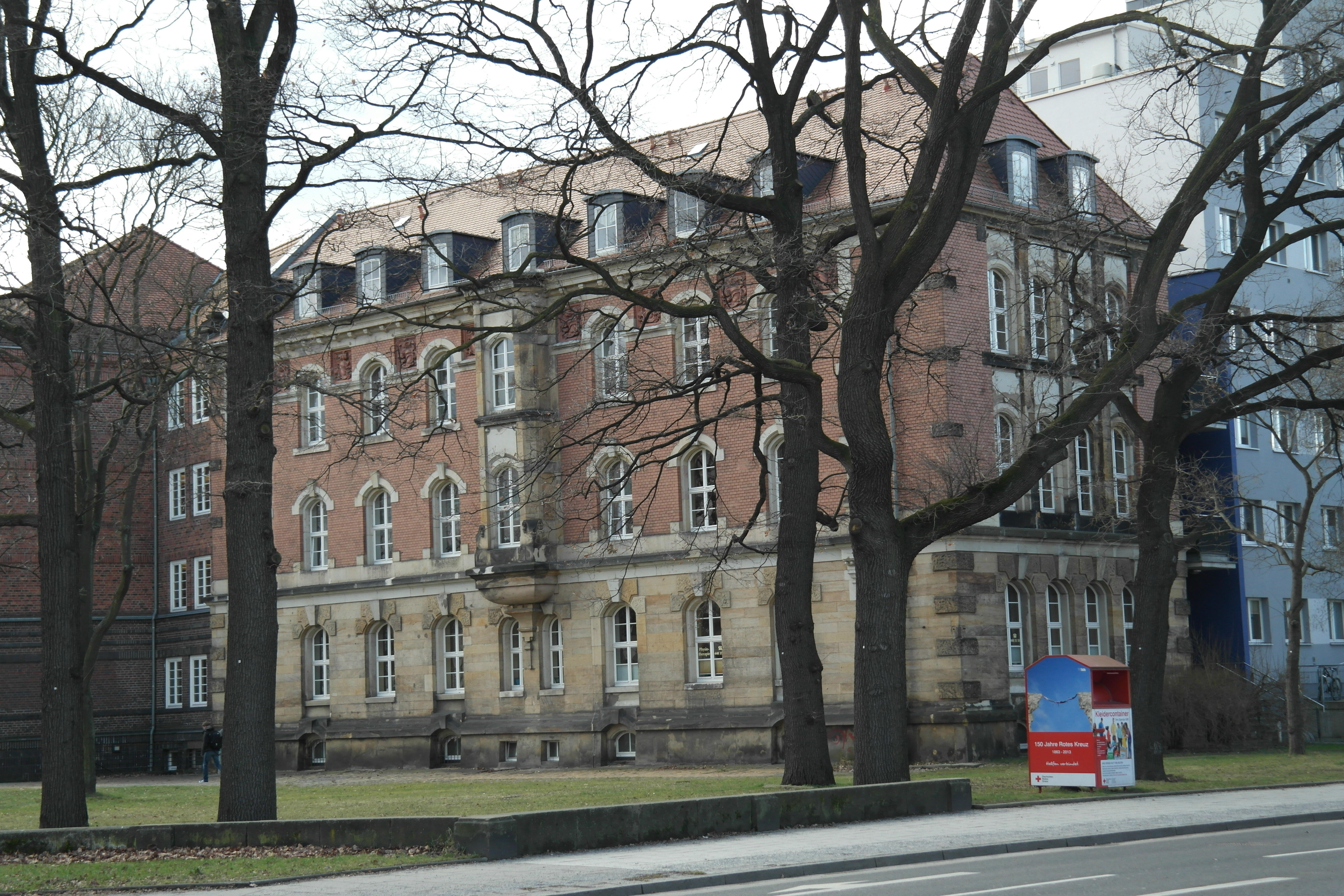
Pflege- und Seniorenheim Clara Zetkin
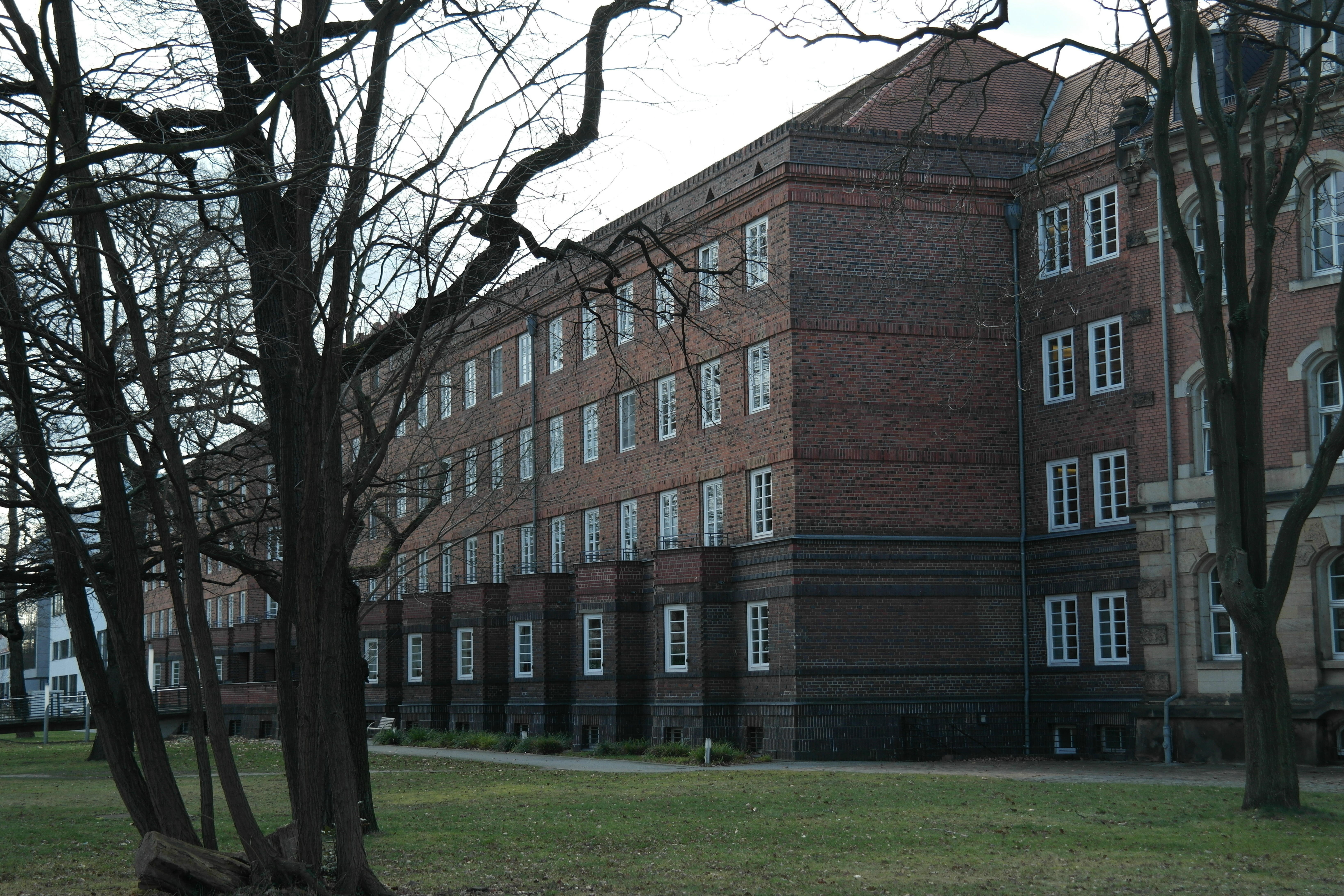
Pflege- und Seniorenheim Clara Zetkin, Nordflügel, Fetscherstraße 111
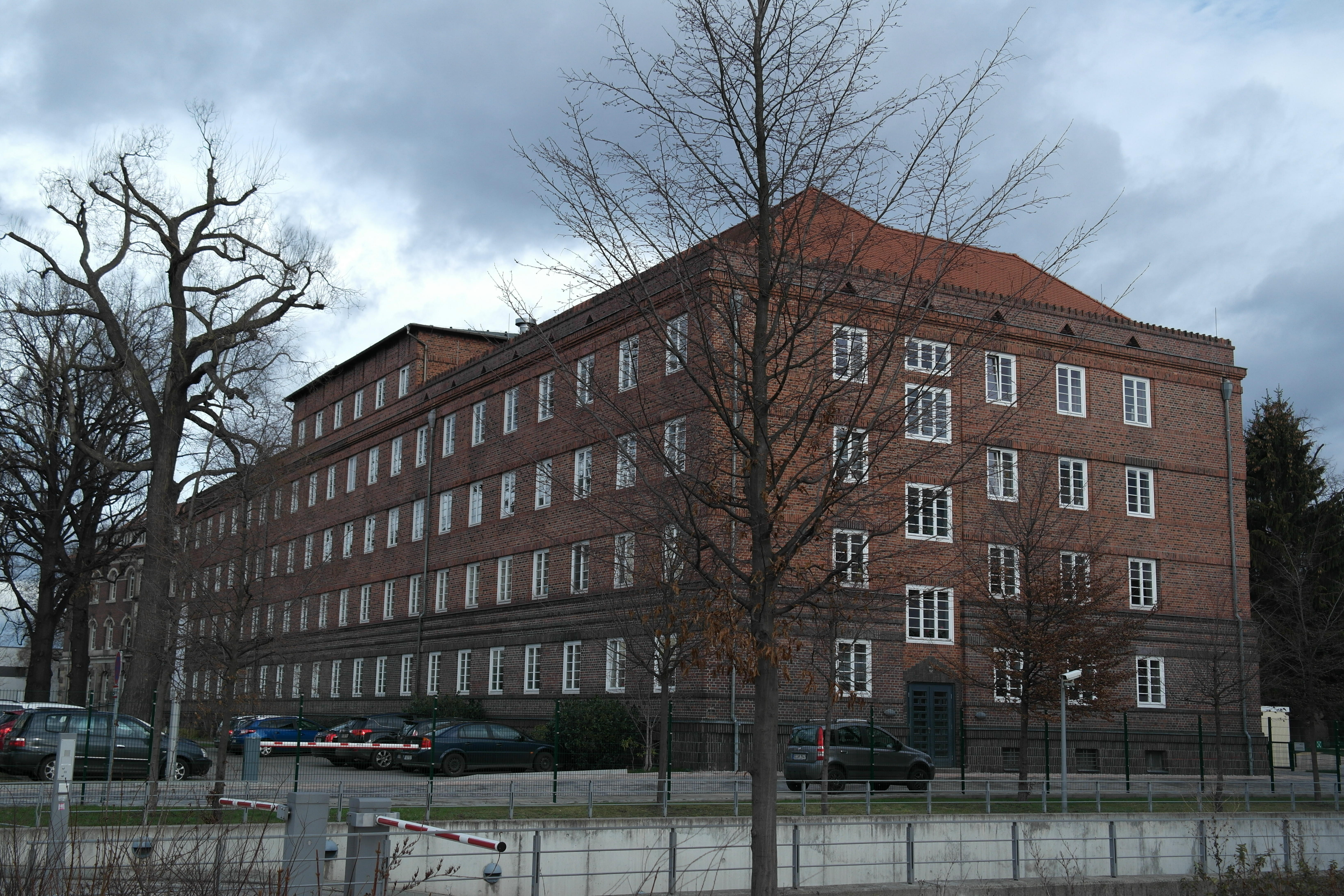
Pflege- und Seniorenheim Clara Zetkin, Westflügel
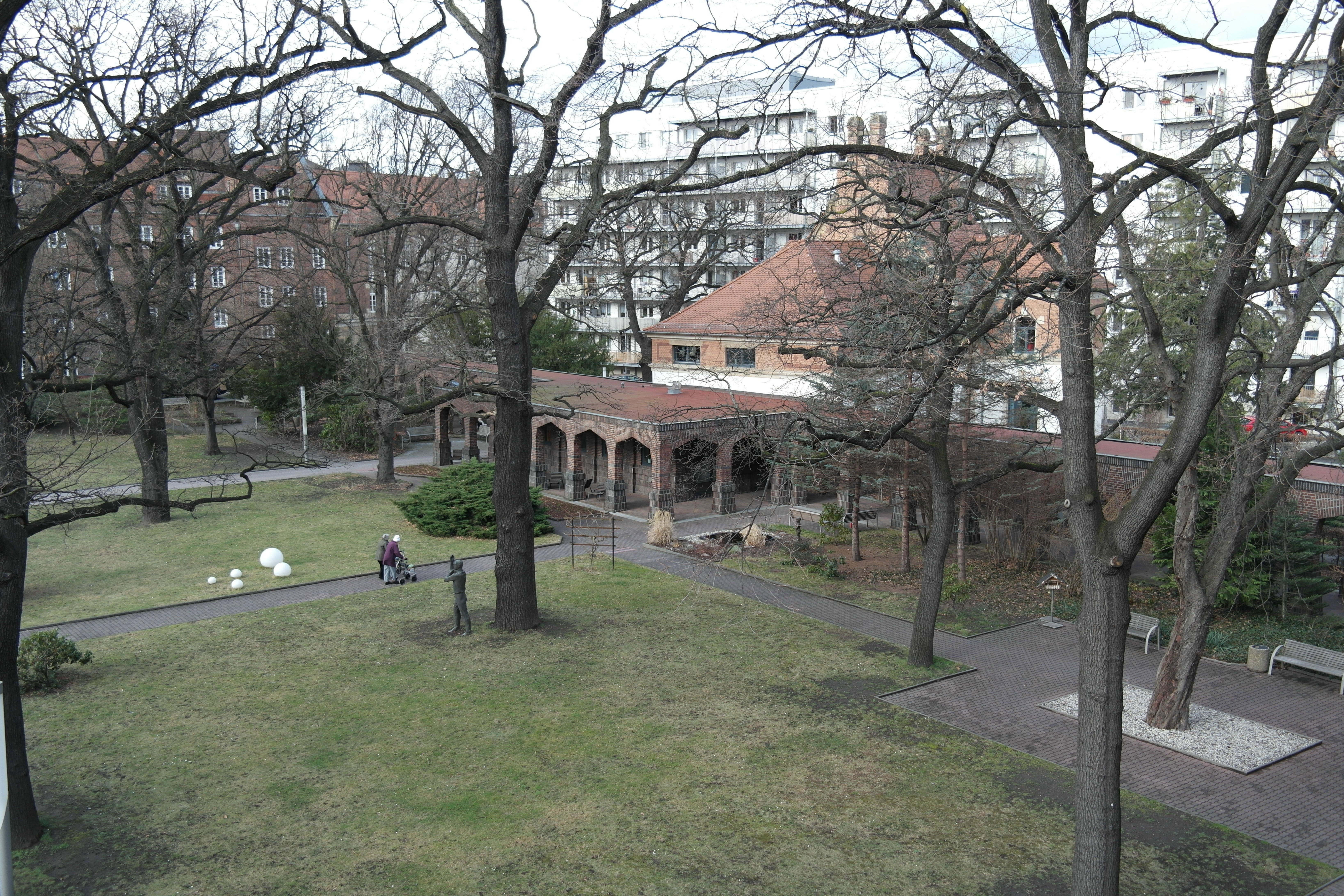
Pflege- und Seniorenheim Clara Zetkin, Park